# Kabinett Kok II
Das Zweite Kabinett Kok bildete vom 3. August 1998 bis 22. Juli 2002 die Regierung der Niederlande. Es war eine Koalition aus der sozialdemokratischen PvdA und den liberalen Parteien VVD und D66, ein sogenanntes „lila Kabinett“ (paars kabinet).

## Zusammensetzung
Das Kabinett bestand aus 15 Ministern und 14 Staatssekretären.

### Minister
| Geschäftsbereich/Amt                                                 | Minister                               | Partei |
| -------------------------------------------------------------------- | -------------------------------------- | ------ |
| allgemeine Angelegenheiten Ministerpräsident                         | Wim Kok                                | PvdA   |
| Wirtschaft stellvertretende Ministerpräsidentin                      | Annemarie Jorritsma                    | VVD    |
| Gesundheit, Wohlfahrt und Sport stellvertretende Ministerpräsidentin | Els Borst                              | D66    |
| Äußeres                                                              | Jozias van Aartsen                     | VVD    |
| Justiz                                                               | Benk Korthals                          | VVD    |
| Inneres und Königreichsbeziehungen                                   | Bram Peper bis 13. März 2000           | PvdA   |
| Inneres und Königreichsbeziehungen                                   | Roger van Boxtel 13. bis 24. März 2000 | D66    |
| Inneres und Königreichsbeziehungen                                   | Klaas de Vries ab 24. März 2000        | PvdA   |
| Bildung, Kultur und Wissenschaft                                     | Loek Hermans                           | VVD    |
| Finanzen                                                             | Gerrit Zalm                            | VVD    |
| Verteidigung                                                         | Frank de Grave                         | VVD    |
| Wohnungswesen, Raumordnung und Umweltschutz                          | Jan Pronk                              | PvdA   |
| Verkehr und Wasserwirtschaft                                         | Tineke Netelenbos                      | PvdA   |
| Landwirtschaft, Natur und Fischerei                                  | Haijo Apotheker bis 7. Juni 1999       | D66    |
| Landwirtschaft, Natur und Fischerei                                  | Laurens Jan Brinkhorst ab 8. Juni 1999 | D66    |
| Soziales und Arbeit                                                  | Klaas de Vries bis 24. März 2000       | PvdA   |
| Soziales und Arbeit                                                  | Willem Vermeend ab 24. März 2000       | PvdA   |
| Entwicklungszusammenarbeit                                           | Eveline Herfkens                       | PvdA   |
| Großstädte und Integration                                           | Roger van Boxtel                       | D66    |

### Staatssekretäre
| Geschäftsbereich                            | Staatssekretär                    | Partei |
| ------------------------------------------- | --------------------------------- | ------ |
| Äußeres                                     | Dick Benschop                     | PvdA   |
| Justiz                                      | Job Cohen bis 31. Dezember 2000   | PvdA   |
| Justiz                                      | Ella Kalsbeek ab 2. Januar 2001   | PvdA   |
| Inneres und Königreichsbeziehungen          | Gijs de Vries                     | VVD    |
| Bildung, Kultur und Wissenschaft            | Karin Adelmund                    | PvdA   |
| Bildung, Kultur und Wissenschaft            | Rick van der Ploeg                | PvdA   |
| Finanzen                                    | Willem Vermeend bis 24. März 2000 | PvdA   |
| Finanzen                                    | Wouter Bos ab 24. März 2000       | PvdA   |
| Verteidigung                                | Henk van Hoof                     | VVD    |
| Wohnungswesen, Raumordnung und Umweltschutz | Johan Remkes                      | VVD    |
| Verkehr und Wasserwirtschaft                | Monique de Vries                  | VVD    |
| Wirtschaft                                  | Gerrit Ybema                      | D66    |
| Landwirtschaft, Natur und Fischerei         | Geke Faber                        | PvdA   |
| Soziales und Arbeit                         | Hans Hoogervorst                  | VVD    |
| Soziales und Arbeit                         | Annelies Verstand                 | D66    |
| Gesundheit, Wohlfahrt und Sport             | Margo Vliegenthart                | PvdA   |